# Eglisau
Eglisau je obec (malé město) v okrese Bülach v kantonu Curych ve Švýcarsku, v blízkosti hranice s Německem. Město leží na obou březích řeky Rýn. Oba břehy jsou spojeny silničním kamenným mostem z roku 1919. Hladina řeky je zde vzedmuta hrází vodní elektrárny Eglisau-Glattfelden. Žije zde přibližně 5 200 obyvatel.

## Geografie
Městečko leží na severním břehu Rýna (říční kilometr 74,4) a je součástí regionu Rafzerfeld. K Eglisau patří také vesnice Seglingen a Tössriederen na levém břehu Rýna. Ačkoli má Eglisau jen něco přes 5000 obyvatel, obec si zachovala stará městská práva, která získala ve středověku.

## Etymologie
Oblast pravého břehu byla ve starém alemanském jazyce nazývána Owe („louka“). Ves na levém břehu nesla název Seglingen po vůdčím rodu Seglingů. Po mostním spojení obou oblastí v jediný celek došlo i k rychlému slovnímu spojování obou názvů. V roce 1304 se objevuje název Seglinger Owe, v roce 1332 Eglins Owe a v roce 1352 již Eglisowe.

## Historie

Letecký pohled (1929)

Osídlení strategického místa je doloženo již z neolitu, na levém břehu zůstaly zachovány celistvé hradby z pozdního římského období. První písemná zmínka pochází z análů kláštera v Rheinau, kde 18. června 892 opat Gozbrecht odkazuje svému klášteru veškeré své statky na Owe. V roce 1249 se poprvé objevuje zmínka o mostu. Jednalo se o krytou dřevěnou stavbu pravděpodobně od počátku s kamennými pilíři. Spojené sídlo rychle nabývalo na významu jako křižovatka říční a silniční cesty.  Na pravém břehu vzniklo středověké sídlo ohrazené příkopy a městskými hradbami, s kostelem a mosteckou bránou. Na levém břehu byl vybudován hrad a rozsáhlé hospodářství s celním úřadem. Během roku 1523 došlo k reformní přeměně víry. Most dostal v roce 1542 novou nástavbu s taškovou střechou.
Bohatý styk s dopravovaným materiálem a bohaté obchodní aktivity způsobily výrazný rozvoj profesionálních řemesel. V roce 1624 pracovalo 62 řemeslníků ve 24 oborech, v roce 1780 156 pracovníků v 39 oborech. Pro pětinu obyvatel byl zdrojem obživy obchod. Od 17. století město pořádalo týdenní a tří výroční trhy. Příspěvkem do městského rozpočtu byla i třetina z desátku, většinou z obilné výroby. Od počátku dějin města se v zemědělské výrobě vyskytuje vinařství a rybolov.

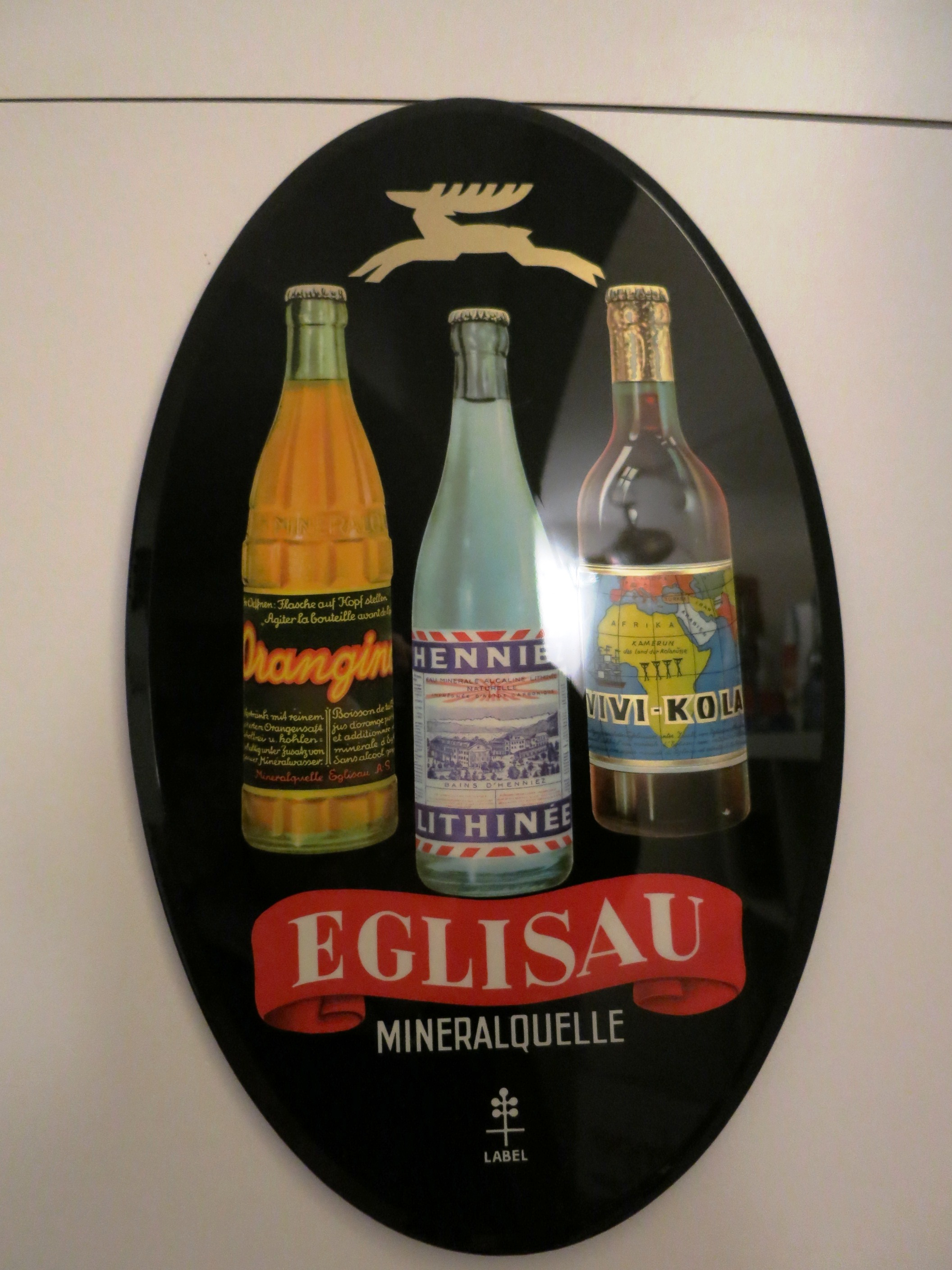
Reklama na minerálky z Eglisau

Za napoleonských válek bylo město dobyto střídavě vojsky francouzskými, rakouskými i ruskými. Most byl zbořen a obyvatelstvo trpělo povinnostmi válečných dodávek. Výstavba železničního mostu na konci 19. století a příslušná návaznost na železniční dopravu v konečném důsledku znamenaly prudké snížení významu říční dopravní cesty.
V následku krize v řemeslném a dopravním průmyslu se na přelomu 19. a 20. století Eglisau změnilo na oblast se stagnujícím drobným zemědělstvím s nevýraznými řemeslnými aktivitami. V letech 1915 až 1920 byla 3 kilometry níže po proudu vystavěna vodní elektrárna Eglisau-Glattfelden. Vlivem vzdutí hladiny o 8,5 metru muselo být zbořeno 15 domů při březích a starobylý most. Nový kamenný most byl v letech 1915–1919 vybudován o 200 metrů níže po proudu.
V roce 1911 byla zprovozněna první tkalcovna, v roce 1914 pletárna. V roce 1912 přesunula firma Stamm v Schaffhausenu výrobu voskovaného plátna do Eglisau a vytvořila tak jeden ze základů pozdější průmyslové výroby města.
Ve 20. letech 20. století se rozvinula výroba lahvované minerální vody Eglisana, která vyvrcholila úspěšným vývojem populárního nealkoholického nápoje švýcarských sportovců Vivi Kola.
Zadluženost drobných zemědělských farem vyvrcholila v padesátých letech založením úspěšného vinařského družstva. Od poloviny dvacátého století došlo k trvalému rozvoji průmyslové i zemědělské výroby s následným nárůstem počtu obyvatelstva.

## Obyvatelstvo a hospodářství
| 13. století | 14. století | 1488 | 1588 | 1634 | 1689 | 1796 | 1850 | 1880 | 1900 | 1950 | 2000 |
| ----------- | ----------- | ---- | ---- | ---- | ---- | ---- | ---- | ---- | ---- | ---- | ---- |
| cca 150     | cca 350     | 650  | 860  | 998  | 1494 | 1578 | 1612 | 1449 | 1175 | 1603 | 2893 |

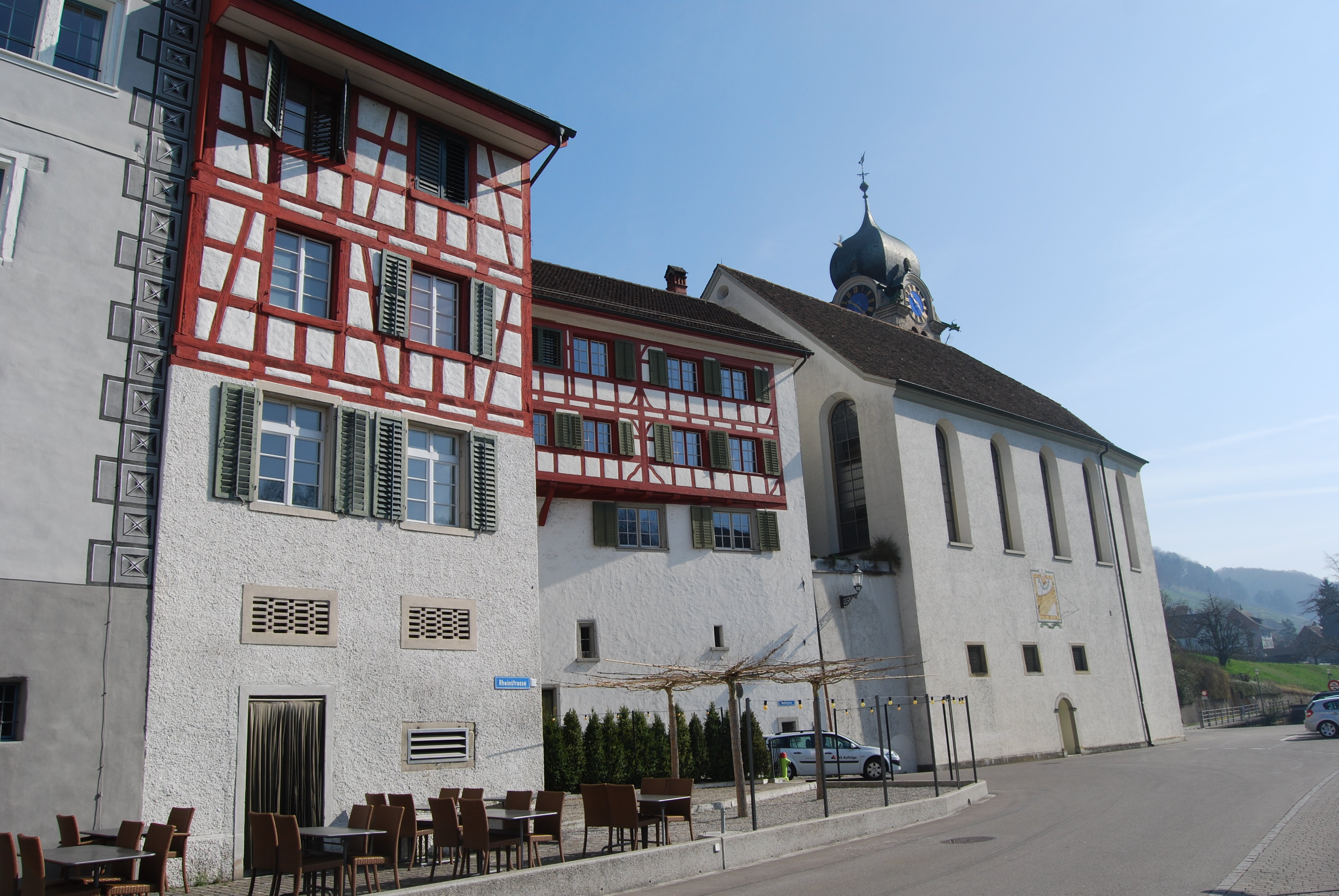
Centrum města

Díky své výhodné poloze bylo Eglisau od počátku prosperujícím městem, kde se kromě lodní dopravy, rybolovu (lososů), přepravy soli a obchodu s ní a vinařství rozvíjela také řemesla.

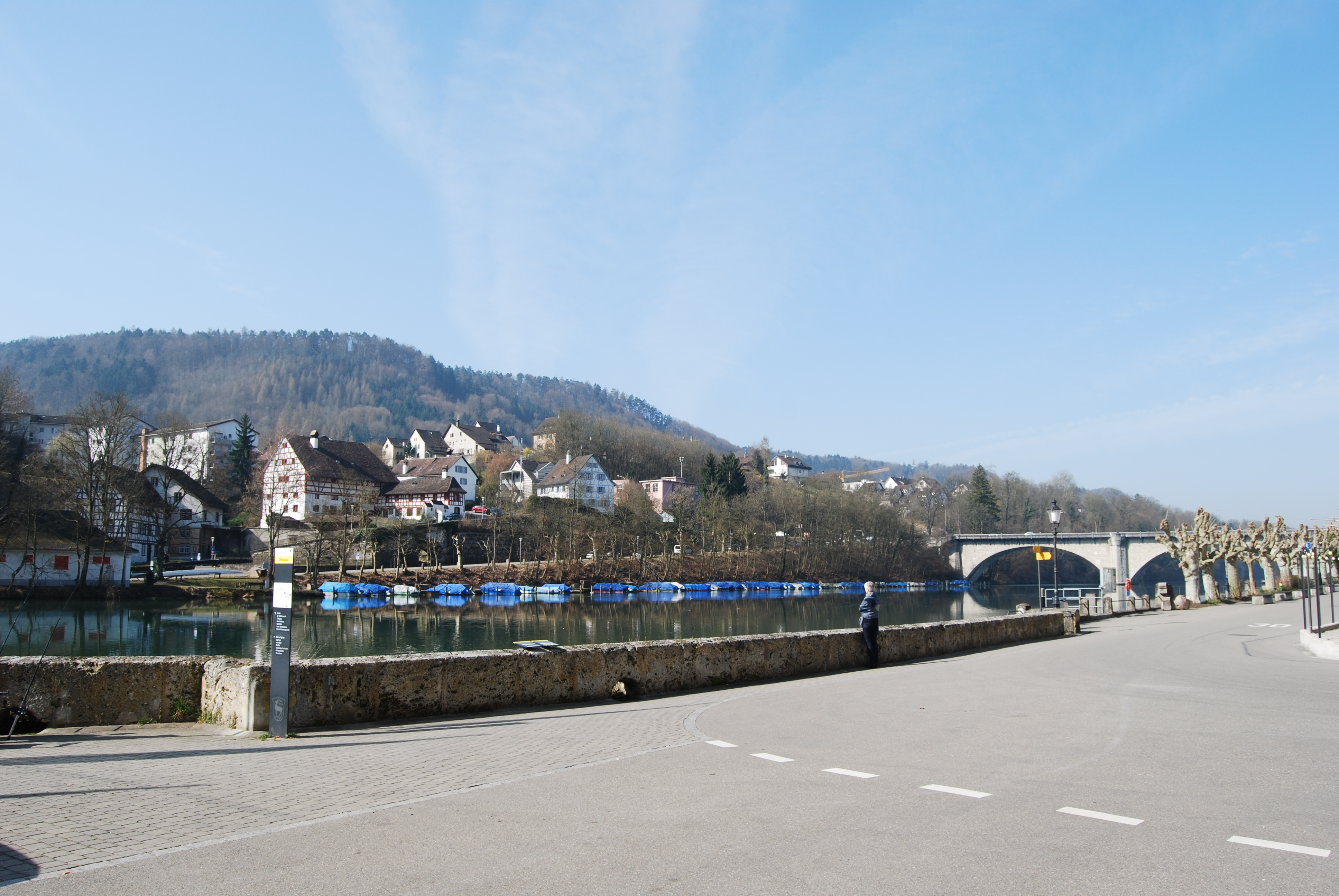
Nábřeží Rýna v Eglisau

V časové řadě počtu obyvatel je znatelný pokles od počátku do konce 19. století. Ten zobrazuje vliv Napoleonských válek a pozdější ztrátu obchodního významu říční dopravy vlivem železnice. Opětovný růst nastartoval rozvoj průmyslové výroby, především produkci nepromokavých tkanin a nealkoholických nápojů. Ve 21. století vznikají požadavky na pracovní sílu především ve společnosti Stamm AG, která je výrobcem zátěžových podlahových krytin a stavebních lepidel a ve výrobnách společnosti Minerallquelle. Vinařské družstvo na ploše 15 ha produkuje žádaná vína Sylvánský Ryzlink a Burgundské modré. Turistický ruch místního významu se opírá především o vodní sporty.

## Doprava

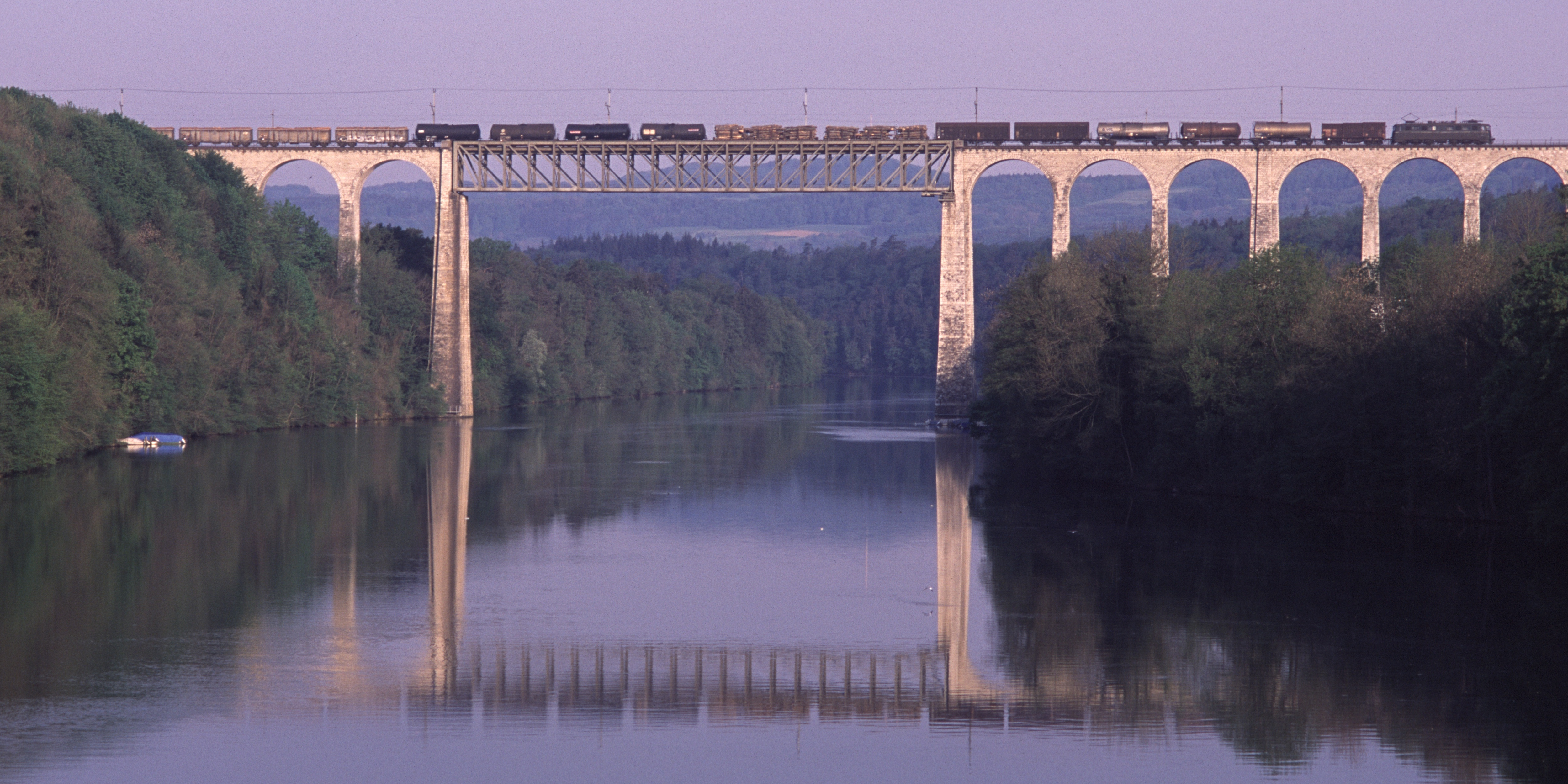
Železniční viadukt v Eglisau

V době založení Eglisau byla pro městečko nejdůležitější obchodní cestou řeka Rýn, ale již v počátcích bylo důležité i pozemní spojení. První zmínka o silničním mostu se objevuje v dokumentech již v roce 1249. Před rokem 1897 byl postaven také železniční most přes Rýn. Zlepšení dopravních cest, zrušení cel a nástup železnice znamenaly, že dříve tak důležitá lodní doprava ztratila koncem 19. století svou ekonomickou základnu.
Železniční most přes Rýn je součástí dnešní trati Bülach–Schaffhausen. Viadukt má 90 metrů dlouhý příhradový nosník. Po stranách viaduktu se nacházejí nájezdové mosty s dvanácti, resp. devíti kamennými oblouky. Jižní příjezdový most je zakřivený. Celková délka mostu je 440 metrů. Po trati jezdí linky S-Bahn S9 a S36 v pravidelných intervalech.

## Havárie letadla ČSA s českými hokejisty
Jméno Eglisau se zařadilo i do seznamů leteckých nehod. 24. listopadu 1956 po vzletu z letiště v Curychu se při nočním stoupání letadlo Il-12 Československých aerolinií vymklo kontrole a v 18:20 se zřítilo předkem do pole v katastru Eglisau, asi 12 km severně od letiště Curych. Letoun se při nárazu rozpadl a všech 23 cestujících zahynulo. Jednalo se o pět členů posádky a 18 členů hokejového družstva Baník Chomutov. V místě nárazu byl nalezen kráter o šířce 10 metrů a hloubce tří metrů.
Přesnou příčinu ztráty kontroly nebylo možné s jistotou určit.